# Smålands runinskrifter 5
Sm 5 är en vikingatida runsten av finkornig rödaktig gnejs i Transjö, Hjortsberga socken och Alvesta kommun. 
Runsten i gnejs är 2.3 m lång, 0.55 m bred och 0.35 m tjock. Runhöjden är 18-22 cm med runinskriften på tre sidor. Runstenen lutar ca 30 grader mot syd-väst. Inskriften är uppmålad år 1977 och 2005.
Runt stenens fot är lagt ett odlingsröse, 2 x 1.5 m stort och 0.5 m högt, av 0.3 - 0.6 m stora stenar.

## Inskriften
Translitterering av runraden:
§A : kotr : sati : sten : þana : eftʀ : ketil : 
§B : sun : sin : han : faʀ : 
§C : mana : mesr o:niþikʀ : eʀ a : eklati : ali : tunþi
Normalisering till runsvenska:
§A Gautr satti stæin þenna æftiʀ Kætil, 
§B sun sinn. Hann vaʀ 
§C manna mæstr oniðingʀ, eʀ a Ænglandi aldri tynði.
Översättning till nusvenska:
Göt satte denna sten efter Ketill, sin son. Han var av män mest rättrådig. Han slöt sitt liv i England.
Ristning tillhör Englandsstenarna på speciellt sätt: ali är förkortad stavning för aldri — «ålder, livstid», týna har betydelsen «förlora, dräpa, slakta». Tillsammans bygger dem ett formel, att Ketill var dräpt på sitt liv, som (formel) är specifik just för Englandsstenarna och identisk med Vg 187 (men också samma i stil med t.ex. Sm 20, U 954, G 132, G 134).
Inskriften utan minnesformel är skriven i vers:
Hann vaʀ manna
mæstr oniðingʀ,
eʀ a Ænglandi 
aldri tynði.
Namnet Göt i olika form finns på t. ex. Sö 280 (kaut), Ög 143, Ög 172, Ög 186 (kut(r)). Ketill är vanligt namn, fast den anses vara lånord,
lat. catillus.